# Tiền tệ Đại Việt thời Nam Bắc triều
Tiền tệ thời Nam Bắc triều trong lịch sử Việt Nam phản ánh những vấn đề liên quan tới tiền tệ lưu thông trong thời Nam Bắc triều (1527-1592) trên lãnh thổ nước Đại Việt đương thời.
Thời kỳ này nước Đại Việt bị chia cắt thành hai vùng: Bắc Bộ do nhà Mạc quản lý, còn khu vực Bắc Trung Bộ do nhà Lê trung hưng quản lý.

## Tiền trong đời sống thường nhật
Chiến tranh ác liệt trong nhiều năm khiến việc đúc tiền phục vụ nền kinh tế thời kỳ này bị hạn chế. Tiền trong nước của hai triều đại Mạc và Lê đúc ra đều thiếu, một lượng lớn các đồng tiền ngoại nhập đã được đưa vào Đại Việt và được chấp nhận để bổ sung cho sự thiếu hụt tiền tệ nhằm lưu thông được điều hòa.
Theo ghi chép của sử sách, năm 1529 nhà Mạc cho đúc tiền đồng nhưng đa số bị hỏng nên quay sang đúc tiền sắt pha kẽm, là loại tiền gián để tiêu dùng trong nước. Tuy nhiên, các nhà khảo cổ căn cứ vào kết quả các đồng tiền niên hiệu Minh Đức (1527-1529) của Mạc Thái Tổ tìm được, trong đó có nhiều tiền bằng đồng với chất lượng tốt, trọng lượng chuẩn và thư pháp đẹp và cho rằng đó là cách chép sử chưa thật khách quan với triều đại nhà Mạc của các sử gia nhà Hậu Lê. Theo đó, nhà Mạc có thể có một vài thất bại trong những lần đúc tiền đầu tiên nhưng sau đó đã thành công. Các sử gia nhà Lê muốn chỉ ra rằng lòng trời không giúp kẻ thoán nghịch nên mới xui ra điềm đúc tiền hỏng, đồng tiền của triều đại đó không thể lưu truyền lâu dài, để chiều lòng nhà cầm quyền thời Lê trung hưng.
Các nhà khảo cổ phân tích và chỉ ra rằng tiền nhà Mạc thời Minh Đức, Đại Chính là tiền đồng có khối lượng rất chuẩn, chất đồng tốt, thư pháp đẹp như những đồng tiền thời Lê sơ. Tuy nhiên, giới sử học cũng có nhận định rằng tiền nhà Mạc đúc ra không nhiều, loại tiền thông bảo kích thước lớn chủ yếu mang ý nghĩa chính trị, còn tiền phổ biến phục vụ lưu thông là tiền gián pha kẽm kích thước nhỏ.
Tỷ lệ giá trị được duy trì như thời Lê sơ: 1 quan = 10 tiền (mạch) = 600 đồng.
Nhà Mạc áp dụng chính sách cởi mở, thông thoáng đối với hoạt động công nghiệp và thương mại. Với chính sách đó, nhà Mạc chủ trương không "ức thương" hay "bế quan tỏa cảng" như nhà Hậu Lê, khiến thương mại trong và ngoài nước Đại Việt có những bước chuyển biến tích cực và là tiền đề cơ bản cho kinh tế hàng hóa và lưu thông tiền tệ phát triển.
Trong khi đó ở khu vực Bắc Trung Bộ trong tay nhà Lê, sử sách gần như không ghi nhận hoạt động thương mại nào. Nhà Lê trong vòng 60 năm từ khi khôi phục tới khi đánh thắng nhà Mạc (1533-1592) gồm có 4 đời vua và 7 niên hiệu, nhưng chỉ có một đồng tiền duy nhất đúc và phát hành thời Lê Trang Tông là tiền Nguyên Hòa thông bảo.

## Các đồng tiền thời Nam Bắc triều

### Nhà Mạc
Các đồng tiền nhà Mạc, chủ yếu được lưu hành trong vùng nhà Mạc quản lý từ Ninh Bình trở ra qua các đời vua gồm có:
Minh Đức thông bảo, Minh Đức nguyên bảo
Đây là các tiền kim loại do Mạc Thái Tổ phát hành. Minh Đức thông bảo có hai loạt. Loạt thứ nhất bằng đồng được bắt đầu đúc từ năm 1529. Mặt trước có bốn chữ Minh Đức thông bảo đúc nổi đọc chéo. Mặt sau có hai chữ Vạn Tuệ đúc nổi. Loạt này có kích thước lớn, đường kính từ 23 đến 24,5 mm, dày dặn.
Loạt thứ hai đúc bằng kẽm. Kích thước vẫn như loạt trước. Mặt sau không còn chữ vạn tuế mà thay vào đó là một vành khuyết nổi ở bên phải và một chấm tròn ở bên trái.
Minh Đức nguyên bảo làm bằng sắt. Đại Việt sử ký toàn thư cho biết Mạc Đăng Dung có cho pha kẽm vào khi đúc tiền rồi sau lại cho đúc tiền bằng sắt. Khảo cổ học Việt Nam không phát hiện ra di vật, song Lacroix có công bố một mẫu vật tiền này, mặt trước có bốn chữ Minh Đức nguyên bảo đọc vòng tròn, mặt sau không có chữ hay hình gì.
Đại Chính thông bảo
Các sử liệu cũ của Việt Nam không đề cập đến việc Mạc Thái Tông phát hành tiền. Tuy nhiên khảo cổ học đã phát hiện ra loại tiền kim loại bằng đồng mang niên hiệu Đại Chính của ông. Mặt trước tiền nổi bốn chữ Đại Chính thông bảo đọc chéo. Mặt sau để trơn, đường kính khoảng 22 mm.
Quảng Hòa thông bảo
Mạc Hiến Tông làm vua từ năm 1541 đến năm 1546 và chỉ có một niên hiệu là Quảng Hòa. Sử liệu không ghi vị vua nhà Mạc này có cho đúc tiền hay không, song khảo cổ học phát hiện ra di vật tiền Quảng Hòa thông bảo. Tiền này có hơn một loạt nhưng đều đúc bằng đồng và bốn chữ Quảng Hòa thông bảo đọc chéo ở mặt trước, mặt sau để trơn. Có loạt thì các chữ này được viết chân phương. Có loạt thì những chữ này lại được viết theo lối chữ triện.
Vĩnh Định thông bảo, Vĩnh Định chí bảo
Vĩnh Định là niên hiệu đầu tiên trong ba niện hiệu của Mạc Tuyên Tông, bắt đầu từ năm 1547. Khảo cổ học đã tìm thấy tiền Vĩnh Định thông bảo đúc bằng đồng có đường kính chừng 21,5 mm. Mặt trước có bốn chữ Vĩnh Định thông bảo viết chéo. Mặt sau để trơn, nhưng gờ mép và gờ lỗ có viền nổi.
Ngoài ra còn có tiền Vĩnh Định chí bảo có kiểu dáng như Vĩnh Định thông bảo, khác ở chỗ chữ chí viết theo lối chữ thảo và mặt sau không có viền gờ mép và lỗ.
Càn Thống nguyên bảo
Đây là tiền kim loại do Mạc Kính Cung phát hành. Mạc Kính Cung tuy làm vua nhưng đóng ở vùng miền núi Đông Bắc. Khảo cổ học đã phát hiện ra loại tiền này.
An Pháp nguyên bảo
An Pháp nguyên bảo là tiền kim loại kích thước nhỏ mà khảo cổ học tìm thấy nhiều trong hố khai quật di chỉ gốm Hợp Lễ (Hải Dương). Lê Quý Đôn qua Phủ biên tạp lục cho biết đây là tiền do nhà Mạc phát hành, nhưng không nói cụ thể bởi vị vua nào của nhà Mạc. Tiền An pháp nguyên bảo được thuyền chở vào lưu hành vào tới tận Thuận Hóa.

### Nhà Lê trung hưng
Tiền nhà Lê trung hưng được lưu hành trong vùng nhà Lê quản lý từ Thanh Hóa trở vào.
Nguyên Hòa thông bảo
Đây là tiền bằng đồng mang niên hiệu Nguyên Hòa (1533-1548) của Lê Trang Tông, vị vua đầu tiên của thời Lê trung hưng. Tiền này có kích thước nhỏ, được đúc cẩn thận. Mặt trước có chữ Nguyên Hòa thông bảo đọc chéo. Mặt sau có viền gờ mép và lỗ, song không có chữ hay hình gì. Nguyên Hòa thông bảo có nhiều loại, trong đó có loại chỉ có hai chữ Nguyên Hòa viết theo lối chữ triện và có loại thì lại có ba chữ Nguyên Hòa và bảo viết theo lối chữ triện.